# Odense Thrashers BGIF
Odense Thrashers BGIF er en amerikansk fodboldklub i Bolbro, Odense, som blev stiftet i 2004. Klubben har siden 2010 været en del af Bolbro IF. Odense Thrashers BGIF spiller 2. Division.

## Historie[1]

### 2003 – Thrashers bliver til
Zulu effekten havde også ramt den nordvestlige del af Odense. Her var der 30 unge knægte i alderen 15-19 år, der også var blevet grebet af amerikansk fodbold i Odense.
De 30 unge spillede forskellige steder, med den alternative fantasi man nu havde – en-tre ekstra trøjer, så man var godt polstret, og så var det ellers bare at spille kamp med de regler man kendte, og den taktik man nu engang kendte til.
Flere og flere ville være med, og vi blev til sidst en hel del, der spillede på den ca. 30 meter lange bane, der lå på en privat villavej.
Efterhånden som vi nærmede os de 30 stykker, der deltog i de ugentlige kampe, var der iblandt også kommet nogle der var friske på at tage skridtet videre – Vores egen klub.
Der gik faktisk ikke lang tid, fra to brødre der jokede med at lave en klub, til DAFF, (Dansk Amerikansk Fodbold Forbund) stod til et møde ude i Næsby området, i det nordlige Odense.

### 2004 – Klubben stiftes
I 2004, var Næsby Thrashers AFC var officielt stiftet som forening, og klubben havde ved hjælp af DAFF, fået vores første træner.
Klubbens træning foregik på Stige Friskole, der havde været så venlige at låne os deres bane. Når denne ikke var ledig, foregik træningen i en offentlig park i Stige.
I kampen for at etablere klubben, og specielt, at have vores egen bane, ville vi ind under en stor organisation, og øjnede chancen for at få den perfekte bane med gode faciliteter. Vi gik til Næsby Idrætsforening, der havde deres tilholdssted ved Næsby hallerne. Der lå en boldbane, der ikke længere blev benyttet, og vi slog med det samme til.
Vi fik et møde med hovedbestyrelsen i Næsby Idrætsforening, om at komme under dem, og begge parter var tilfredse med mødet og muligheden for en sammenlægning.
Næsby IFs eneste krav var, at gå til kommunen og få den bane. Men det var et var et stort mysterium, hvem der var boldbanens ejer. Næsby IF ejede ikke banen, og kommunen benægtede kendskab til den. Denne ping-pong tog sin tid, og i mellemtiden havde kommunen givet banen væk, til en softballklub, inden de fandt ud af, at banen faktisk var deres, og vi mistede derfor chancen for at komme under Næsby IF.
Vi havde derfor ingen hjemmebane i klubbens første par år, i DAFFs klubturneringsregi, så vi måtte derfor låne baner rundt omkring. Som ofte blev Hjallese skolens lånt, og i perioder måtte vi helt til Ryslinge – 20 km syd for Odense – og låne en bane til vores hjemmekampe.

### 2007 – Fremskridt
I 2007 skete der et stort fremskridt for klubben. Kommunen havde fundet midler til at rydde en kæmpe græsmark, og dermed etablere en amerikansk fodbold bane. Dog var det med den bekostning, at vi ikke kunne få nogle andre faciliteter som omklædningsrum eller bad.
I 2009, havde vi stadig ingen omklædningsrum, men vi arbejdede i flere retninger med andre sportsklubber og -foreninger om et evt. samarbejde. Klubben havde i sin seks års levetid, været præget af et meget ungt og nyt hold. Ganske få spillere er tilbage fra 2004. Igennem de senere år, har klubben været præget af meget stor udskiftning, hvor primært halvdelen af holdet har været rookies (første års spillere).
Men klubben og dens nye bestyrelse, har lagt en plan for fremtiden, samt målsætninger for de kommende fem år, der skal hæve klubben fra et Regionalrækkehold, til et velspillende 11-mandshold og forhåbentlig et juniorhold.

### 2010 – En milepæl
I maj måned 2010 blev klubben officielt en del af Bolbro IF, og skiftede derfor navn til Odense Thrashers BGIF. Som en del af sammenlægningen, fik klubben stillet bane, omklædning til rådighed, sammen med indendørsfaciliteter om vinteren og lov til at opstille klubbens mål. Odense Thrashers har været igennem en rivende udvikling, ser frem til mange års videre fremfærd og opbygning, gennem holdet, bestyrelsen, og medlemmerne.
I 2011 bliver Toke Lund udpeget til head coach og han fører i 2012 klubben til deres første playoff-kamp, en bedrift der blev tangeret i 2013. Efter sæsonen trækker Toke sig dog tilbage som head coach.
I 2013 kunne Thrashers føje endnu en sportsgren til foreningen, da det tidligere flag-football hold Odense 33, slår rødderne op og melder sig ind under Thrashers. Allerede i den første sæson rykkede flag-holdet op i den bedste danske række. 

### 2014 - 11-mands
Klubben melder sig, med Andreas Tolberg som head coach, før første gang i 11-mandsrækken. I både 2014 og 2015 fik holdet kvalificeret sig til playoff, men nederlag i playoff gjorde at holdet ikke formåede at rykke en række op.
Flag-holdet fik i 2015 en flot 2. plads i rækken og fik dermed kvalificeret sig til playoff på hjemmebane. Desværre gik holdet ikke videre og sæsonen sluttede her.
I 2014 var der for første gang siden 2005 ungdomsbold i Thrashers (i 2005 havde klubben et U19-hold), da holdet fik etableret en U12/14 afdeling. Man tæller ikke score i den aldersgruppe, men klubben fik en flot tilgang af spillere og har gjort rigtig god figur af sig.

### 2016 - Udvikling
Senior-holdet fik inden 2016 en ny HC i Kurt Johansen, som har fået ansvaret for at forsætte den udvikling som klubben har gennemgået og forsøge at føre holdet til oprykning.
Flag-holdet har fået stor tilgang af spillere og derfor vil klubben for første gang tilmelde 2 hold til turneringen.
Med tilgang til undgomsholdet, har klubben for første gang tilmeldt et U16-hold til turneringen. Det bliver ført an af Søren Berthelsen som HC.
U12/14-holdet skal forsat deltage i stævner rundt om i landet anført af HC Per Lindemann.